# Praedicate Evangelium
Praedicate Evangelium (с лат. — «Провозглашать Евангелие») — апостольская конституция, провозглашена папой римским Франциском 19 марта 2022 года. Апостольская конституция «Praedicate Evangelium», реформирует Римскую курию, и заменяет апостольскую конституцию «Pastor Bonus» 1988 года, изданную Иоанном Павлом II. Вступила в силу 5 июня 2022 года. Со вступлением в силу этой Апостольской конституции полностью отменяется и заменяется апостольская конституция «Pastor Bonus», действие по реформе Римской курии обретает свою завершенную форму.

## Содержание

### Римская курия
Конституция определяет Римскую курию как «учреждение, которым Римский понтифик обычно пользуется при исполнении своего верховного пастырского долга и своей универсальной миссии в мире». В ней также говорится, что Римская курия «не находится между Папой и епископами, а служит обоим в соответствии с их полномочиями». Кроме того, в нём говорится: «Римская курия состоит из Государственного секретариата, Дикастерий и других органов, юридически равных друг другу».

### Философия
Конституция «закрепляет многие из более широких взглядов Папы Франциска на церковь в уставе её руководящего органа».
В документе говорится: «Эта новая апостольская конституция предлагает лучше согласовать нынешнюю деятельность Курии с путём евангелизации, по которому идёт церковь, особенно в это время». В конституции особое внимание уделяется синодальности, а также «миссионерскому обращению» Католической церкви и Римской курии.
До реформы самым важным подразделением Ватикана была Конгрегация доктрины веры и её предшественники. После «Praedicate evangelium» самым важным подразделением стал Дикастерий по евангелизации, а Дикастерий по доктрине веры занял второе место. Во время официальной пресс-конференции, на которой была представлена апостольская конституция, спикер Марко Меллино заявил, что порядок, в котором дикастерии перечислены в «Praedicate evangelium», не имеет юридического значения, но «возможно», порядок первых трёх дикастерий имеет значение: евангелизация предшествует доктрине, а за доктриной следует Дикастерия по служению благотворительности.

### Миряне на руководящих должностях
Конституция гласит, что крещёные миряне-католики, мужчины и женщины, могут быть назначены на руководящие должности в дикастериях или других органах Римской курии; однако в соответствии с конкретными уставами этих ведомств их могут возглавлять только епископы или кардиналы. «Pastor Bonus» резервировал большинство руководящих должностей для епископов и кардиналов.
В конституции говорится, что роль католического духовенства в управлении Римской курией «необходима» из-за их знакомства с семейной жизнью и «социальной реальностью».